# El curioso malentendido
L'equivoco stravagante (título original en italiano; en español, El curioso malentendido) es una ópera bufa en dos actos con música de Gioacchino Rossini y libreto en italiano de Gaetano Gasbarri. No se conserva la obertura. Se estrenó en el Teatro del Corso de Bolonia el 26 de octubre de 1811, pero solo pudieron hacerse 3 funciones, porque la policía clausuró las funciones, posiblemente porque toca el tema de la deserción.
Esta ópera rara vez se representa en la actualidad; en las estadísticas de Operabase aparece con sólo 2 representaciones en el período 2005-2010.
Emilio Sagi la estrenó en España en 2014, tras haberla estrenado en el Rossini Opera Festival en 2002 (y repuesto en 2008).

## Sinopsis
La obra transcurre en la época en que la escribió Rossini, principios del siglo XIX, en Italia. Ermanno ama a Ernestina, hija del granjero enriquecido Gamberotto, enamorada a su vez de Buralicchio, un hombre rico pero desequilibrado. El famoso equívoco extravagante del título tiene lugar cuando Ernestina, disfrazada de soldado, es arrestada como sospechosa de deserción del ejército, pero finalmente Ermanno la rescata.
Ella es fanática de las corrientes intelectuales de la época y se expresa con un vocabulario sofisticado y barroco; gracias a los consejos y la intercesión de los dos sirvientes de Gamberotto, Rosalía (soprano) y Frontino (tenor), Ermanno las arregla para ser contratado como profesor de Ernestina. Mientras tanto, sin embargo, viene el prometido, el rico Buralicchio, seguro de que su encanto no dejará indifirente a la novia. Verdaderamente así ocurre, y mientras tanto Buralicchio no oculta sus celos con el futuro suegro, por lo que es reprendido severamente: besará los pies de Ernestina (con la promesa luego ir "más alto" hasta que la mano...) y pedirá su perdón. En ese momento aparece Ermanno, quien pretende desesperadamente suicidarse. Pero finalmente el falso tutor es expulsado de la casa y con tal bullicio ruido como para atraer a la policía.
En el segundo acto Fontino y Rosalía planean enviar una carta falsa para evitar la boda en favor de Ermanno en que se dice que la prometida Ernestina en realidad no es otro que Ernesto, hijo de Gamberotto emasculado para ser destinado para el teatro por su padre, que cambió de opinión y luego convertido en soldado que ha desertado y ha sido escondido en la casa bajo el nombre femenino de Ernestina. Disgustado Buralicchio medita la venganza, indignado con los avances de sarcasmo de su novia con intención de informar de inmediato a las autoridades militares como un desertor. El ejército se presenta y detiene a la niña en disturbios generales, justo cuando está siendo reprendida por haber sido sorprendida de nuevo en sus actitudes con Ermanno. Tras intentos de fuga de la prisión más o menos fallidos, la resolución del equívoco, revelado por Frontino, permite finalmente la boda de Ernestina y Ermanno, mientras Buralicchio se ve sometido a la burla general, con una filosofía "No me importa un higo, no es digno de mí."

## Estructura de la ópera
- Sinfonía

### Acto I
- 1 Introducción:
  - Terceto - Si cela in quelle mura (Ermanno, Frontino, Rosalia)
  - Coro - Allegri, compagnoni
  - Cavatina - Mentre stavo a testa ritta (Gamberotto)
  - Stretta - Se mi destina un tanto onore (Gamberotto, Ermanno, Frontino, Rosalia)
- 2 Cavatina - Occhietti miei vezzosi (Buralicchio)
- 3 Duetino - Ah, vieni al mio seno (Gamberotto, Buralicchio)
- 4 Coro e cavatina - Oh come tacita - Nel cuor un vuoto io provo (Ernestina)
- 5 Coro - Andrem, vedrem
- 6 Cuarteto Ti presento a un tempo istesso (Gamberotto, Ernestina, Ermanno, Buralicchio)
- 7 Aria - Parla, favella, e poi (Gamberotto)
- 8 Aria - Quel furbarel d'Amore (Rosalia)
- 9 Dueto - Sì, trovar potrete un altro (Ermanno, Ernestina)
- 10 Finale primo
  - Terceto - Volgi le amabili (Gamberotto, Buralicchio, Ernestina)
  - Cuarteto - Che vedo, oh stelle! (Ermanno, Frontino, Rosalia, Ernestina)
  - Stretta - Alme infide! (Buralicchio, Gamberotto, Ermanno, Ernestina, Rosalia, Frontino, Coro)

### Acto II
- 11 Introducción - Perché sossopra (Coro, Frontino)
- 12 Aria - Vedrai fra poco nascere (Frontino)
- 13 Dueto - Vieni pur, a me t'accosta (Ernestina, Buralicchio)
- 14 Recitativo y Aria - E mi lascia così? - Sento da mille furie (Ermanno)
- 15 Quinteto - Speme soave (Ernestina, Ermanno, Rosalia, Gamberotto, Buralicchio, Coro)
- 16 Aria - Il mio germe (Gamberotto)
- 17 Cavatina - D'un tenero ardore (Ermanno)
- 18 Scena y rondò con coro - Il periglio passò - Se per te lieta torno - Vicina al termine (Ernestina, Coro)
- 19 Final - Scapperò, questo mi pare (Buralicchio, Frontino, Gamberotto, Ermanno, Ernestina, Coro)

## Roles
| Rol                                                       | Tesitura      | Casting en el estreno del 26 de octubre de 1811 (Maestro: Giuseppe Boschetti) |
| --------------------------------------------------------- | ------------- | ----------------------------------------------------------------------------- |
| Gamberotto, un rico granjero                              | bajo          | Domenico Vaccani                                                              |
| Ernestina, hija de Gamberotto                             | contralto     | Marietta Marcolini                                                            |
| Buralicchio, prometido de Ernestina                       | bajo          | Paolo Rosich                                                                  |
| Ermanno, hombre joven y pobre enamorado de Ernestina      | tenor         | Tommaso Berti                                                                 |
| Rosalia, aya de Ernestina                                 | mezzo-soprano | Angiola Chies                                                                 |
| Frontino, sirviente de Gamberotto y donfidente de Ermanno | tenor         | Giuseppe Spirito                                                              |